# Lluïsa Dorotea de Saxònia-Meiningen
Lluïsa Dorotea de Saxònia-Meiningen —Luise Dorothea von Sachsen-Meiningen (alemany)— (Meiningen, 10 d'agost de 1710 -Gotha el 22 d'octubre de 1767) fou una noble alemanya, filla del duc Ernest Lluís I (1672-1724) i de Dorotea de Saxònia-Gotha (1674-1713). El 17 de setembre de 1729 es va casar amb el seu cosí el duc Frederic III de Saxònia-Gotha-Altenburg (1699-1772), fill del duc Frederic II (1676-1732) i de Magdalena Augusta d'Anhalt-Zerbst (1679-1740). El matrimoni va tenir vuit fills: 
- Frederic (1735-1756)
- Lluís (1735-1735), el qual tenia un germà bessó que va morir en el moment de néixer.
- Un altre fill nascut mort el 1739
- Frederica Lluïsa (1741-1776)
- Ernest II (1745-1804), duc de Saxònia-Gotha-Altenburg, i casat amb Carlota de Saxònia-Meiningen (1751-1827).
- Sofia (1746-1746)
- Augusta (1747-1806)

Lluïsa Dorotea va tenir un paper important en aconseguir que el ducat del seu marit es convertís en un centre cultural als petits estats de Turíngia. I va tenir també una gran influència en les polítiques adoptades, assistint sovint a les reunions del Consell Privat i del Govern del Ducat. Va ser una ferma partidària de la Il·lustració i va mantenir correspondència amb les principals figures intel·lectuals de l'època com ara Voltaire, Diderot i Jean-Jacques Rousseau. Voltaire fins i tot va residir durant unes setmanes a la seva residència de Gotha.